# CrAss-fago
El CrAss-fago es un fago de ensamblaje cruzado (del inglés, CrAssphage, Cross-Assembly phage),  es un bacteriófago (virus que infecta exclusivamente a organismos procariotas como las bacterias) descubierto en 2014 mediante análisis computacional de datos científicos de acceso público sobre metagenomas fecales humanos (metagenómica). Su genoma circular de ADN tiene un tamaño en torno a 97 kbp y contiene 80 marcos de lectura abierta predichos, y la secuencia se encuentra comúnmente en muestras fecales humanas. En el momento del descubrimiento, se predijo que el virus infectaría las bacterias del filo Bacteroidota que son comunes en el tracto intestinal de muchos animales, incluidos los humanos. Desde entonces, el bacteriófago ha sido aislado in vitro y se ha confirmado que infecta a las Bacteroides intestinalis (cuyo género, Bacteroides, pertenece a dicho filo). Según el análisis de datos metagenómicos, se han identificado secuencias de crAss-fago en aproximadamente la mitad de todos los humanos muestreados. El virus recibió el nombre del software crAss (cross-assembly) que se utilizó para encontrar el genoma viral. El crAss-fago es posiblemente el primer organismo que lleva el nombre de un programa de ordenador con fines promocionales.
Si bien el crAss-fago no tenía parientes conocidos cuando fue descubierto en 2014, se descubrió una variedad de virus relacionados en 2017. Basándose en la pantalla de secuencias relacionadas en bases de datos públicas de nucleótidos y análisis filogenético, se concluyó que el crAss-fago podría ser parte de una familia de bacteriófagos en expansión (la familia Intestiviridae, de la clase Caudoviricetes) que se encuentra en una variedad de entornos que incluyen el intestino y las heces humanas, el intestino de las termitas, los ambientes terrestres y subterráneos, los lagos alcalinos (hipersalinos), y aquellos entornos de lagos con sedimentos marinos, y raíces de plantas.

No hay indicios de que el crAss-fago esté involucrado en la salud o la enfermedad humana, pero puede superar a las bacterias indicadoras como marcador de la contaminación fecal humana. Las bacterias indicadoras son unos tipos de bacterias empleados en la detección y valoración del nivel de contaminación de las aguas, no entrañan riesgo alguno para la salud humana pero al igual que este virus, sirven para indicar la presencia de un riesgo para la salud.